# Eriops

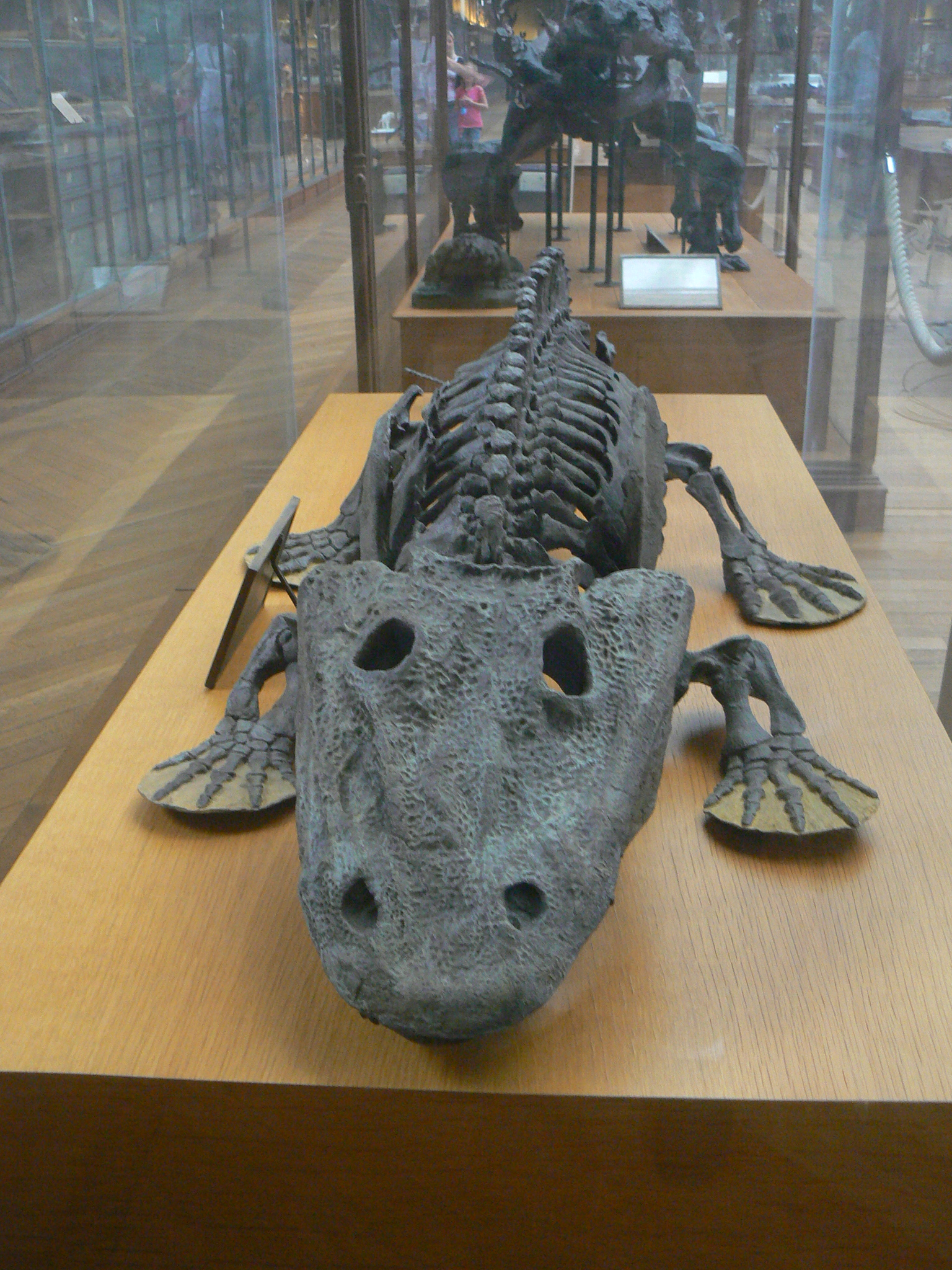
szkielet Eryops megacephalus

Eriops (Eryops megacephalus) – wymarły wodno-lądowy, mięsożerny płaz należący do podgromady tarczogłowych i rzędu temnospondyli. Występował we wczesnym permie około 295 milionów lat temu. Znaleziony na terenie dzisiejszego Teksasu. Długość ok. 2 m. Był krępym płazem z czterema krótkimi, krzepkimi nogami, krótkim ogonem i szeroką, długą głową. Posiadał liczne ostre zęby przypominające kły. Prawdopodobnie był mięsożercą polującym na ryby, wije, ważki oraz mniejsze gady i płazy. 
 

Dane: 
 Czas: 295 mln lat temu 
 Występowanie: Ameryka Północna 
 Długość ciała: 2 m
Długość czaszki: ok. 50 cm 